# Ministère de l'Administration territoriale et des Infrastructures (Haut-Karabagh)
Pour les articles homonymes, voir Ministère de l'Administration territoriale et des Infrastructures.
Le ministère de l'Administration territoriale et des Infrastructures (arménien : Տարածքային կառավարման և ենթակառուցվածքների նախարարություն ; russe : Министерство территориального управления и инфраструктур) est un organe d'administration du Haut-Karabagh (république d'Artsakh).